# Georg von Cotta

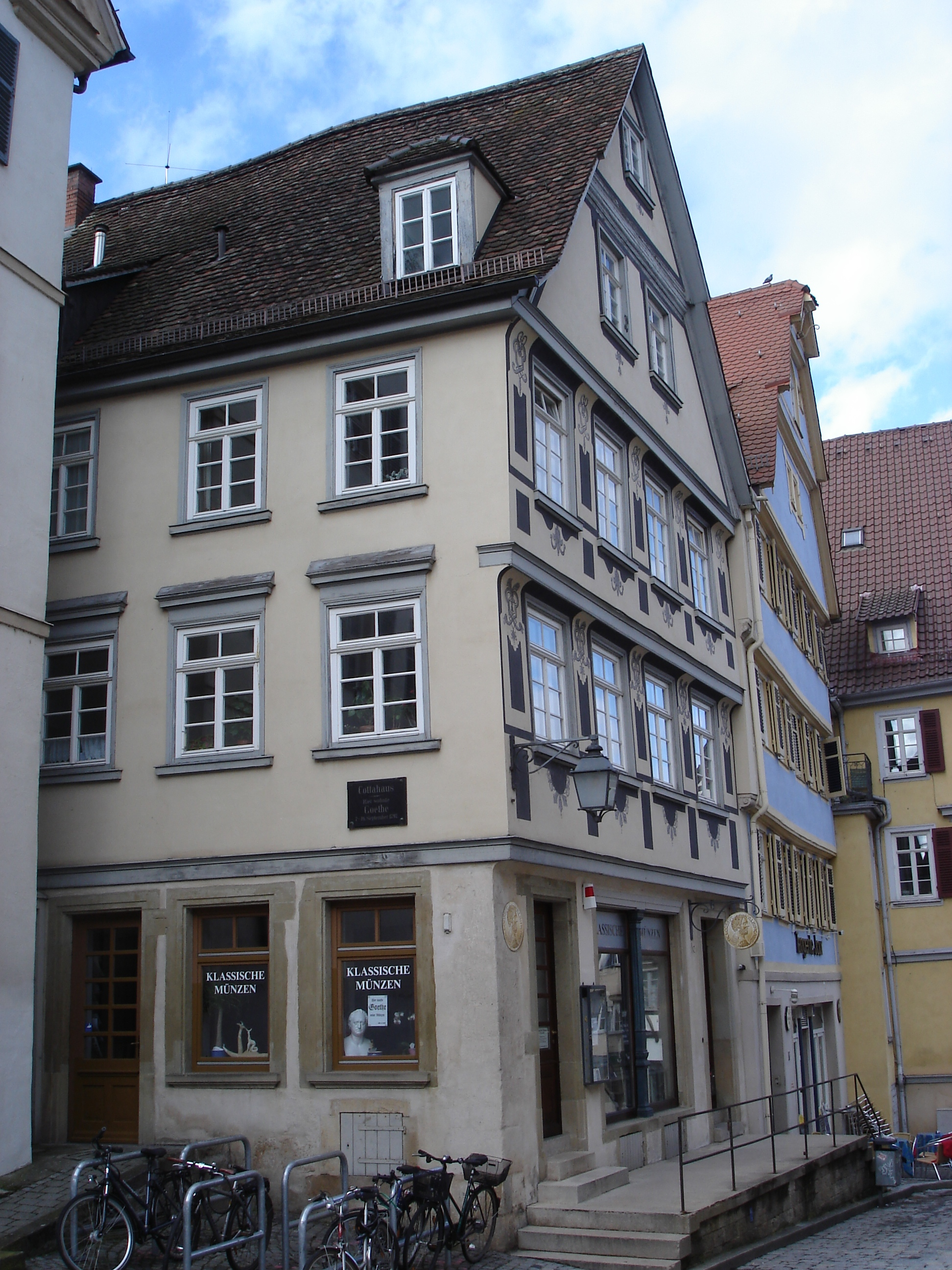
Georg von Cottas födelsehus i Tübingen.

Johann Georg Cotta von Cottendorf, född 19 juli 1796 i Tübingen, död 1 februari 1863 i Stuttgart, var en tysk friherre och bokförläggare. Han var son till Johann Friedrich Cotta och far till Carl von Cotta.
Cotta övertog vid faderns död ledningen av Cottas bokförlag, vars verksamhet alltmer kom utvidgas genom inköp av åtskilliga andra förlag och utgivande av nya folkupplagor av Johann Wolfgang von Goethes och Friedrich Schillers skrifter, Alexander von Humboldts "Kosmos" och andra arbeten.